# Граф Фрухта
В теорії графів Графом Фрухта називається 3-регулярний граф з 12 вершинами і 18 ребрами без нетривіальних симетрій.
Граф вперше був описаний Робертом Фрухтом в 1939 році.
Граф Фрухта — це граф Халіна з хроматичним числом 3, хроматичним індексом 3, радіусом 3, діаметром 4 і обхватом 3. Як і всі графи Халіна, граф Фрухта є планарним, 3-вершинно-зв'язним і багатогранним графом. Він також є k-реберно-зв'язним графом. Його число незалежності дорівнює 5.
Граф Фрухта є гамільтоновим і може бути побудований за LCF-записом [-5,-2,-4,2,5,-2,2,5,-2,-5,4,2].

## Алгебраїчні властивості
Граф Фрухта — це один з двох мінімальних кубічних графів, що мають єдиний автоморфізм — тотожність (таким чином, будь-яка вершина може бути топологічно відрізана від інших). Такі графи називаються асиметричними графами. Теорема Фрухта стверджує, що будь-яку групу можна представити як групу симетрій графу, а посилення цієї теореми, теж Фрухт, стверджує, що будь-яка група може бути представлена як група симетрій 3-регулярного графу. Граф Фрухта дає приклад такої реалізації для тривіальної групи.
Характеристичний многочлен графу Фрухта дорівнює {\displaystyle (x-3)(x-2)x(x+1)(x+2)(x^{3}+x^{2}-2x-1)(x^{4}+x^{3}-6x^{2}-5x+4)}.

## Галерея

Хроматичне число графу Фрухта дорівнює 3.
Граф Фрухта є гамільтоновим.